# Gauliga Hessen 1933/34
De Gauliga Hessen 1933/34 was het eerste voetbalkampioenschap van de Gauliga Hessen. De Gauliga werd in 1933 in het leven geroepen als nieuwe hoogste klasse in het Duitse voetbal en had zestien regionale onderverdelingen. Borussia Fulda werd kampioen en plaatste zich voor de eindronde om de Duitse landstitel, waar de club in de groepsfase uitgeschakeld werd.
VfB Friedberg eindigde vorig jaar laatste in de Maincompetitie en zou normaal gesproken niet opgenomen worden in de Gauliga, echter werd de club toch toegelaten wegens de geografische ligging van de stad. 

## Samenstelling
De samenstelling van de Gauliga Hessen kwam als volgt tot stand.
- de zeven best geplaatste teams uit de Hessisch-Hannoverse competitie 1932/33 van de West-Duitse voetbalbond:
  - Borussia Fulda
  - SV Kurhessen 93 Kassel
  - SG Hessen Hersfeld
  - Hermannia Kassel
  - VfB Kurhessen Marburg
  - SV 06 Kassel-Rothenditmold
  - CSC 03 Kassel
- de kampioen van de tweede klasse uit de Hessisch-Hannoverse competitie 1932/33:
  - BC Sport Kassel
- de twee best geplaatste teams uit de regio Hanau uit de Main-Hessen competitie van 1932/33 van de Zuid-Duitse voetbalbond:
  - 1. FC Hanau 93
  - VfB Friedberg

## Eindstand
| Plaats | Club                       | Wed. | W  | G | V  | Saldo | Ptn.  |
| ------ | -------------------------- | ---- | -- | - | -- | ----- | ----- |
| 1.     | 1. SV Borussia 04 Fulda    | 18   | 14 | 1 | 3  | 65:16 | 29:7  |
| 2.     | VfB Friedberg              | 18   | 12 | 0 | 6  | 46:37 | 24:12 |
| 3.     | 1. Hanauer FC 93           | 18   | 10 | 2 | 6  | 45:28 | 22:14 |
| 4.     | CSC 03 Kassel              | 18   | 9  | 4 | 5  | 40:34 | 22:14 |
| 5.     | SV Kurhessen 93 Kassel     | 18   | 11 | 0 | 7  | 49:39 | 22:14 |
| 6.     | SG Hessen Hersfeld         | 18   | 8  | 2 | 8  | 27:25 | 18:18 |
| 7.     | SV 06 Kassel-Rothenditmold | 18   | 6  | 1 | 11 | 28:37 | 13:23 |
| 8.     | 1. BC Sport Kassel         | 18   | 6  | 1 | 11 | 42:69 | 13:23 |
| 9.     | VfB Kurhessen Marburg      | 18   | 4  | 1 | 13 | 33:67 | 9:27  |
| 10.    | SV Hermannia 06 Kassel     | 18   | 4  | 0 | 14 | 36:59 | 8:28  |

|  | Kampioen, geplaatst voor nationale eindronde |
|  | Degradatie naar Bezirksliga                  |

## Promotie-eindronde

### Groep Noord
| Plaats | Club            | Wed. | Saldo | Ptn.  |
| ------ | --------------- | ---- | ----- | ----- |
| 1.     | Germania Fulda  | 4    | 10:03 | 08:00 |
| 2.     | SV Wallau       | 3    | 03:06 | 02:04 |
| 3.     | TSV 1848 Kassel | 3    | 01:05 | 00:06 |

|  | Promotie naar Gauliga Hessen 1934/35 |

### Groep Zuid
| 1. | SpVgg 1910 Langenselbold | 2              | 04:00          | 04:00          |                |                |                |
| 2. | Alemannia Niederbrechen  | 2              | 00:04          | 00:04          |                |                |                |
| 3. | SV 06 Bad Nauheim        | Teruggetrokken | Teruggetrokken | Teruggetrokken | Teruggetrokken | Teruggetrokken | Teruggetrokken |